# 三宅春恵
三宅 春恵（みやけ はるえ、旧字体：三宅 春惠、旧姓：豊田、1918年〈大正7年〉3月13日 - 2005年〈平成17年〉12月9日）は、日本の声楽家（ソプラノ）・オペラ歌手・音楽教育者。二期会の創設者の一人。夫はピアニストでフェリス女学院短期大学教授兼学長の三宅洋一郎。

## 人物
福岡市生まれ。父は英文学者・九州帝国大学教授の豊田実。1939年（昭和14年）東京音楽学校を卒業する。ヘルマン・ヴーハープフェニッヒに師事。
実質的なデビューは1939年（昭和14年）12月の新交響楽団（現: NHK交響楽団）定期演奏会のベートーヴェン『フィデリオ』マルツェリーネである。
戦時中の1945年（昭和20年）1月においても新交響楽団の演奏会に出演しているのが確認できる。
1951年（昭和26年）1月27日に日比谷公会堂で文部省芸術祭参加作品として、ベルリオーズ『ファウストの劫罰』の訳詞を演奏会形式で2公演、舞台として9公演を行い、これをNHKラジオが収録して放送している。 芸術祭後にソプラノの三宅、アルトの川崎靜子、テノールの柴田睦陸、バリトンの中山悌一の4名が中心となり、「先人のオペラ活動を第1期に自らは第2期の中心として気概を新たに」という趣旨から「二期会」を結成し、1952年（昭和27年）2月15日に結成披露・基金募集の「ヴォーカル・コンサート」が行われた。プログラムには、2月現在の二期会会員として以下の16人の名前が記されている。三宅春恵、大熊文子、朝倉万紀子、柴田喜代子、荒牧規子、川崎靜子、佐々木成子、木下保、柴田睦陸、渡邊高之助、中山悌一、秋元清一、関忠亮、石津憲一、畑中良輔、伊藤亘行。同年2月25日から28日にかけて、日比谷公会堂でプッチーニ『ラ・ボエーム』を訳詞で、マンフレート・グルリット指揮の東京交響楽団演奏で初演する。三宅は柴田喜代子とのダブルキャストでミミを務めた。
1953年（昭和28年）から2年間、西ドイツのケルンおよびオーストリアのウィーンに留学する。
帰国後は二期会の主力歌手して数多くのオペラで活躍する傍ら、1960年代になると宗教音楽やドイツ歌曲で新境地を見いだし、半世紀以上にわたり、ソプラノ歌手として活躍。
一方でフェリス女学院短期大学の教授として、後進の指導にあたった。のち、名誉教授となる。門下生に枝野朝子、大庭照子、藤野美智代、佐藤ゆり、工藤ななえ、佐藤望、大須賀鬨雄、中田幸子（中田喜直夫人）、米良美一、横井説子、奥村淑子、大橋多美子、谷一三子、安部まり、悳潤子、稲葉祐三、江口元子、澤田昴英、稲村麻衣子、有賀喜見子、笠井キミ子などがいる。
1998年（平成10年）には80歳を記念したリサイタルを開催した。
2005年（平成17年）12月9日に老衰のため横浜市で死去。87歳没。

## 受賞・受章歴
- 1978年（昭和53年）第27回神奈川文化賞[29]
- 1988年（昭和63年）勲四等瑞宝章

## 主な舞台出演
- 1937年10月23日 東京音樂學校學友会 第100回記念演奏会 カール・マリア・フォン・ウェーバー『自由射手』婚禮の場の花娘（日比谷公会堂）[30]
- 1939年12月4 - 5日 新交響楽団第211回定期公演・臨時演奏会 ベートーヴェン『フィデリオ』マルツェリーネ（日比谷公会堂）[31][32]
- 1941年12月4日 新交響楽団第231回定期公演 モーツァルト『フィガロの結婚』伯爵夫人（日比谷公会堂）[33]
- 1943年11月28日 日本交響楽団 ベートーヴェン 交響曲第9番『合唱つき』三宅春恵（S）千葉静子（A）木下保（T）藤井典明（Br）東京高等音楽学院、玉川学園合唱団（内幸町放送会館から放送）[34]
- 1945年1月24 - 26日 日本交響樂團第262回定期公演（日比谷公會堂）[4]
- 1947年7月12日 - 8月3日 藤原歌劇団 ワーグナー『タンホイザー』エリーザベト（帝国劇場）[35][36]
- 1947年7月23 - 24日 The Tokyo Educational Center presents Wagner "Tannhäuser" エリーザベト（帝国劇場）[37][36]
- 1950年4月6 - 7日 藤原歌劇団 プッチーニ『トスカ』トスカ（名古屋市公会堂）[38]
- 1950年4月8 - 12日 藤原歌劇団 プッチーニ『トスカ』トスカ（大阪朝日会館）[39]
- 1950年6月11 - 19日 藤原歌劇団 プッチーニ『トスカ』トスカ（有楽座）[40][41]
- 1950年8月15 - 21日 藤原歌劇団 プッチーニ『トスカ』トスカ（新橋演舞場）[42][43]
- 1951年1月30日 東宝交響樂團 ビゼー『カルメン』ミカエラ（日比谷公会堂）[44]
- 1951年12月8日 Fujiwara Opera Company Puccini "Madame Butterfly" Madame Butterfly (E.M. Club Theater, Yokosuka)[45]
- 1951年12月19 - 23日 藤原歌劇団 プッチーニ『蝶々夫人』蝶々さん（新橋演舞場）[46][47]
- 1952年1月8 - 10日 藤原歌劇團 プッチーニ『お蝶夫人』お蝶夫人（大阪朝日会館）[48][48]
- 1952年2月25 - 28日 二期会 プッチーニ『ラ・ボエーム』ミミ（日比谷公会堂）[8][49]
- 1952年5月27 - 30日 NHK・藤原歌劇団 ワーグナー『タンホイザー』エリーザベト（歌舞伎座）[50][51]
- 1952年10月 藤原歌劇団アメリカ公演 プッチーニ『蝶々夫人』蝶々さん（ニューヨークシティセンターなど）[52]
- 1952年11月21日 藤原歌劇団 プッチーニ『蝶々夫人』蝶々さん（日比谷公会堂、26日新橋演舞場）[53][54]
- 1954年10月30日 - 11月3日 二期会 モーツァルト『コシ・ファン・トゥッテ』フィオルディリージ（日比谷公会堂）[55]
- 1954年12月5日 二期会 モーツァルト『コシ・ファン・トゥッテ』フイオルデイリージ（神奈川県立音楽堂）[56]
- 1955年5月14日 横浜勤労者音楽協議会、横浜市教育委員会 團伊玖磨『夕鶴』つう（神奈川県立音楽堂）[57]
- 1955年6月16 - 25日 二期会 モーツァルト『魔笛』パミーナ（産経ホール）[58]
- 1955年9月13 - 18日 NHK交響楽団 スメタナ『売られた花嫁』マリー（日比谷公会堂）[59]
- 1956年6月11 - 14日 グルリット・オペラ協会 モーツァルト『後宮よりの逃走』コンスタンツェ（産経ホール、6月17 - 19日日比谷公会堂）[60]
- 1956年7月2 - 4日 第378回NHK交響樂團定期公演 リヒャルト・シュトラウス『バラの騎士』（ハイライト上演）独唱（日比谷公会堂）[61]
- 1956年9月29日 NFC交響楽団 ベートーヴェン 交響曲第9番『合唱つき』三宅春恵（S）川崎静子（A）柴田睦陸（T）秋元雅一郎（Br）玉川学園合唱団（ニッポン放送 産経ホールで収録）[34]
- 1956年10月12 - 21日 京都勤労者音楽協議会 團伊玖磨『夕鶴』つう（弥栄会館）[62]
- 1956年10月30日 - 11月3日 都民劇場 リヒャルト・シュトラウス『薔薇の騎士』元帥夫人（日比谷公会堂、11月5 - 17日産経ホール）[63]
- 1957年2月1 - 3日 神戸勤労者音楽協議会 團伊玖磨『夕鶴』つう（神戸国際会館）[64]
- 1957年2月4 - 6日 大阪勤労者音楽協議会 團伊玖磨『夕鶴』つう（大阪産経会館）[65]
- 1957年2月12日 東京交響楽団 ベートーヴェン 交響曲第9番『合唱つき』三宅春恵（S）松内和子（A）石井昭彦（T）小橋國一（B）東京芸術大学音楽部（ラジオ東京『コンサートホール』日比谷公会堂で収録）[34]
- 1957年6月26 - 28日 二期会 モーツァルト『ドン・ジョヴァンニ』ドンナ・エルヴィラ（日比谷公会堂、7月2 - 3日産経ホール）[66]
- 1958年4月10 - 12日 ラモー協会 ベンジャミン・ブリテン『ねじの回転』グロース（産経ホール）[67]
- 1958年7月4 - 5日 都民劇場 團伊玖磨『夕鶴』つう（共立講堂、7月8 - 11日日比谷公会堂）[68]
- 1958年9月18 - 23日 姫路勤労者音楽協議会、和歌山勤労者音楽協議会、大津勤労者音楽協議会 團伊玖磨『夕鶴』つう（やまと会館[姫路]、[旧]和歌山市民会館、滋賀会館）[69]
- 1958年10月9 - 10日 二期会 モーツァルト『魔笛』パミーナ（共立講堂）[70]
- 1958年11月4日 - 1959年1月30日 東京労音 團伊玖磨『夕鶴』つう（産経ホール、共立講堂、日比谷公会堂）[71]
- 1958年11月26 - 27日 京都市交響楽団、二期会 モーツアルト『フィガロの結婚』伯爵夫人（弥栄会館、12月3日神戸国際会館、12月5日大阪毎日ホール）[72]
- 1958年12月23 - 24日 二期会 モーツァルト『フィガロの結婚』伯爵夫人（九段会館ホール）[73]
- 1960年1月27 - 31日 二期会 カール・マリア・フォン・ウェーバー『魔弾の射手』アガーテ（フェスティバルホール）[74]
- 1960年2月5 - 6日 二期会＝京響 モーツァルト『コシ・ファン・トゥッテ』フィオルディリージ（産経ホール）[75]
- 1960年9月21 - 22日 二期会＝京響 モーツァルト『魔笛』パミーナ（産経ホール）[76]
- 1960年11月2 - 8日 都民劇場 ワーグナー『ニュルンベルクの名歌手』エバ（日比谷公会堂）[77]
- 1961年5月16 - 17日 二期会 モーツァルト『ドン・ジョヴァンニ』ドンナ・エルヴィーラ（産経ホール）[78]
- 1962年5月31日 - 6月14日 二期会 ブリテン『真夏の夜の夢』ヘレナ（東京文化会館）[79]
- 1963年12月15日 藤原歌劇団 ヨハン・シュトラウス2世『こうもり』ゲスト出演（東京文化会館）[80]
- 1966年4月25 - 29日 二期会、日生劇場 モーツァルト『コシ・ファン・トゥッテ』プロデューサー（日生劇場）[81]
- 1967年1月27 - 29日 二期会、日生劇場 モーツァルト『フィガロの結婚』伯爵夫人（日生劇場）[82]

## ディスコグラフィー
1954年以前の音源は国立国会図書館デジタルコレクションによる。
- 日本わらべうた（二）正月や／かごめかごめ／うさゝんのお耳 日本古謡[作詞] 長津義司[作曲] 長津義司[編曲] 三宅春恵 渡邊佐和子 児童合唱団[合唱] テイチク管絃楽団[伴奏] (テイチク 商品番号 X5023)[84]
- 日本わらべうた（三）ほたる来い／ひらいたひらいた 日本古謡[作詞] 長津義司[作曲] 長津義司[編曲] 三宅春恵 渡邊佐和子 児童合唱団[合唱] テイチク管絃楽団[伴奏] (テイチク 商品番号 X5024)[84]
- 日本わらべうた（六）坊さん坊さん／大寒小寒 日本古謡[作詞] 長津義司[作曲] 長津義司[編曲] 三宅春恵 宮下晴子 渡邊佐和子 女声合唱団 児童合唱団 (テイチク 商品番号 X5025)[84]
- 國民歌謠 ふるさとの 三木露風[作詞] 齊藤佳三[作曲] 石渡日出夫[編曲] 三宅春惠 石渡日出夫[指揮] 帝國管絃樂團[伴奏] (テイチクレコード 商品番号 X5028)[84]
- 國民歌謠 嫁ぐ日近く 喜志邦三[作詞] 宮原康郎[作曲] 小松淸[編曲] 三宅春惠 帝國管絃樂團 (テイチクレコード 商品番号 X5029)[84]
- アヴェ・マリア 三宅春恵 (ビクター 商品番号 NB-5003 1949-09)
- 春の夢 三宅春恵 (ビクター 商品番号 NB-5003 1949-09)
- 野ばら 大木惇夫∥訳詞 伊藤武雄∥訳詞 シューベルト[作曲] 團伊玖磨[編曲] 三宅春恵 (ビクター 商品番号 NB-5004 1949-09)
- 子守歌 大木惇夫∥訳詞 伊藤武雄∥訳詞 モーツァルト[作曲] 三宅春恵 (ビクター 商品番号 NB-5004 1949-09)
- 小夜曲 大木惇夫∥訳詞 伊藤武雄∥訳詞 シューベルト[作曲] 高田信一[編曲] 三宅春恵 日本ビクター管弦楽団 (ビクター 商品番号 NH-2021 1951-07)
- モルモット（旅人の歌）大木惇夫∥訳詞 伊藤 武雄∥訳詞 ベートーヴェン[作曲] ベートーヴェン[編曲] 三宅春恵 三宅洋一郎[ピアノ伴奏] (ビクター 商品番号 NK-3104 1951-11)
- ひぐらし 北山冬一郎[作詞] 團伊玖磨[作曲] 團伊玖磨[編曲] 三宅春恵 ビクター・オーケストラ[伴奏] (ビクター 商品番号 NK-3118 1952-03)
- 歌の翼に 大木惇夫∥訳詞 伊藤武雄∥訳詞 メンデルスゾーン[作曲] 三宅春恵 三宅洋一郎[ピアノ伴奏] (ビクター 商品番号 NK-3136 1953-01)
- 子守唄 大木惇夫∥訳詞 伊藤武雄∥訳詞 ブラームス[作曲] 三宅春恵 三宅洋一郎[ピアノ伴奏] (ビクター 商品番号 NK-3136 1953-01)
- きけきけ雲雀を 大木惇夫∥訳詞 伊藤武雄∥英訳詞 シューベルト[作曲] 三宅春恵 三宅洋一郎[ピアノ伴奏] (ビクター 商品番号 NK-3146 1953-03)
- 春を恃みて 大木惇夫∥訳詞 伊藤武雄∥英訳詞 シューベルト[作曲] 三宅春恵 三宅洋一郎[ピアノ伴奏] (ビクター 商品番号 NK-3146 1953-03)
- 胡桃の樹 大木惇夫∥訳詞 伊藤武雄∥訳詩 シューマン[作曲] 三宅春恵 三宅洋一郎 (ビクター 商品番号 NK-3149 1953-06)
- 春の夜 大木惇夫∥訳詞 伊藤武雄∥訳詞 シューマン[作曲] 三宅春恵 三宅洋一郎[ピアノ伴奏] (ビクター 商品番号 NK-3149 1953-06)
- 汝は花の如く 大木惇夫∥訳詞 伊藤武雄∥訳詩 シューマン[作曲] 三宅春恵 三宅洋一郎 (ビクター 商品番号 NK-3167 1954-02)
- 蓮の花 大木惇夫∥訳詞 伊藤武雄∥訳詩 シューマン[作曲] 三宅春恵 三宅洋一郎 (ビクター 商品番号 NK-3167 1954-02)
- CD 交響曲第9番『合唱』第4楽章、交響曲第8番 山田一雄＆NFC交響楽団、三宅春恵、川崎静子、柴田睦陸、秋元雅一郎、玉川学園合唱団 1956
- CD2枚組 團伊玖磨『夕鶴』三宅春恵（つう）木下保（与ひょう）栗林義信（惣ど）立川澄人（運ず）團伊玖磨 指揮 東京po シンギング・エンジェルズ 1958頃
- CD パイプオルガン伴奏による讃美歌集 神の御子は今宵しも イエスの生涯を辿って（オムニバス） 1988
- CD 三宅春恵リサイタル ピアノ: 井上直幸 1992
- CD 賛美歌第2集 いざやともに（オムニバス） 1996
- CD 賛美歌第3集 わが喜び、わが望み（オムニバス） 1996
- CD 二期会50周年記念CD（オムニバス） 2002
- CD2枚組 ＜COLEZO! TWIN＞讃美歌名曲集（オムニバス） 2005
- CD7枚組 ロームミュージックファンデーション SPレコード復刻CD集 第4集 日本語版（オムニバス） 2009

## 書誌掲載等
国立国会図書館デジタルコレクションによる。
- 音楽芸術 5(8) (音楽之友社 1947-11) 演奏家をかこむ座談會 / 安川加壽子 三宅春惠 渡邉暁雄 梶原完 森正 野村光一 山根銀二 寺西春雄 遠山一行 武川寛海
- 音楽の友 6(1) (音楽之友社 1948-01-01) 三宅春惠/遠遠宏
- 音楽の友 6(12) (音楽之友社 1948-12-01) 三宅春惠夫妻 演奏家訪問記 三宅春惠と語る/松田ふみ子
- 音楽芸術 7(7) (音楽之友社 1949-07) 三宅春恵の日本歌曲 / 畑中良輔
- 婦人生活 3(8) (婦人生活社 1949-08) 人氣スターのママさんぶり / 笹置シズ子 木暮實千代 三宅春惠 竹久千惠子
- 音楽芸術 9(5) (音楽之友社 1951-05) 三宅春惠獨唱會 / 薗田誠一
- 音楽の友 9(6) (音楽之友社 1951-06-01) 三宅春惠 - 中山悌一/丹野章
- 婦人之友 45(9) (婦人之友社 1951-09) 口繪 仕事と私 ねがい / 三宅春惠
- フィルハーモニー 24(3) (NHK交響楽団 1952-03) 『ミサ･ソレムニス』をめぐつて / 三宅春恵
- 音楽の友 10(11) (音楽之友社 1952-11-01) 三宅春惠
- 音楽の友 11(9) (音楽之友社 1953-09-01) 三宅春惠さんへ/笹田和子
- 音楽の友 11(11) (音楽之友社 1953-11-01) 笹田知子さんへ/三宅春恵
- 芸術新潮 7(1) (新潮社 1956-01) ぴ・い・ぷ・る (藝術家通信) / 芥川沙織 泉茂 高山辰男 片岡球子 植木茂 森田元子 早川良雄 脇田和 北川勇 佐藤春夫 亀井藤一郎 谷桃子 太刀川瑠琉子 藤間節子 楠田薰 岸田今日子 三宅春惠 井尻茂子
- 音楽の友 16(11) (音楽之友社 1958-11-01) 散策 三宅春恵
- フィルハーモニー 30(11) (NHK交響楽団 1958-12) 三宅春恵夫人に聞く(今月のソリスト) / 越路達夫
- 音楽の友 18(10) (音楽之友社 1960-10-01) 書評/三宅春恵 堀内敬三 岸辺成雄 高折宮次 青木由之介 三宅洋一郎
- 音楽の友 19(2) (音楽之友社 1961-02-01) 三宅春恵
- マネジメント 20(11) (日本能率協会 1961-09) 人生九十五年 / 三宅春恵
- レコード芸術 10(12)(118) (音楽之友社 1961-12) グラビア1 ■ステージ写真／スナップ トスカ／アイーダ／道化師／カヴァレリア・ルスティカーナ / ウィルヘム・ケンプ 三宅春恵 青山圭男 外山雄三 三枝喜美子 野村光一
- 音楽の友 21(9) (音楽之友社 1963-07) 三宅春恵
- 音楽の友 22(13) (音楽之友社 1964-12) レコード・ライブラリー 今月の新譜 ヘフリガーのアリア集 ＜バッハ ヘンデル＞ / 三宅春恵
- 月刊キリスト 17(3) (教文館 1965-03) 音楽家夫婦(3)夫婦善哉 / 三宅洋一郎 三宅春恵
- あまカラ(165) (甘辛社 1965-05) 行きつけの店 南国酒家 / 三宅春惠
- 音楽の友 23(12) (音楽之友社 1965-12) アート・グラビア 中村健 三宅春恵 奥田智重子 中沢桂 川村英司 戸田敏子 平野忠彦 木村宏子 秋の演奏会たけなわ 音楽は世界のことば メリー・ポピンズ 音楽の裏方 長坂好子 あすなろ
- 世界の音楽 5 シューベルト（別冊001）有坂愛彦 [ほか]編 (小学館 1967) 演奏のために・・・〈アベ・マリア〉〈ぼたい樹〉 三宅春恵
- 音楽の友 26(11) (音楽之友社 1968-10) 声楽 現代日本の声楽家102人 牧野恭子・松内和子・三宅春恵 / 岩井宏之 菅野浩和 辻井英世 中河原理 福原信夫 横溝亮一
- 旅 43(4)(503) (新潮社 1969-04) 2色オフセット 旅装拝見 / 三宅春恵
- 週刊読売 = The Yomiuri weekly 37(28)(1552) (読売新聞社 1978-07) 人間ドラマ (23) 三宅春恵さん ソプラノ歌手 / 中沢道明
- 音楽の世界 = The world of music 音楽家がつくる芸術・社会のための季刊誌 35(1)(373) (日本音楽舞踊会議 1996-01) 音楽会評 三宅春恵 日本歌曲愛唱歌のタベ / 矢沢寛